# Jerry Orbach
Jerry Orbach (New York, 20 oktober 1935 – Manhattan, New York, 28 december 2004) was een Amerikaans acteur.
Orbach speelde in zijn jeugd bij een voetbalteam. Later werkte hij bij de Chevy Chase Country Club. Zijn bekendste werk deed hij voor de televisieserie Law & Order. Orbach speelde twaalf seizoenen de rol van detective Lennie Briscoe in de serie. Hij was ook in Broadway-producties te zien. Zo kreeg hij een Tony Award voor zijn optreden in Promises Promises. Verder speelde hij mee in bioscoopfilms als Dirty Dancing, Beauty and the Beast en Crimes and Misdemeanors. In 1963 verscheen de lp "Jerry Orbach- Off Broadway". 
Tijdens het filmen van de aflevering 41 Shots voor de serie Law & Order: Trial by Jury was Orbach al zo ziek, dat hij alleen nog maar fluisteren kon. Bepaalde scènes werden dan ook herschreven, om te rechtvaardigen dat er gefluisterd werd.
Hij overleed op 69-jarige leeftijd aan prostaatkanker. Hij was gehuwd met de musicalactrice Elaine Cancilla Orbach.

## Filmografie
- Cop Hater (1958) – Joe 'Mumzer' Sanchez, bendeleider
- Twenty-Four Hours in a Woman's Life (televisiefilm, 1961) – Cristof
- Mad Dog Coll (1961) – Joe
- The Nurses (televisieserie) – Steve Ford (afl. "Field of Battle", 1963)
- Ensign Pulver (1964) – rol onbekend (niet op aftiteling)
- Camera Three (televisieserie) – Larry Foreman (afl. "The Cradle Will Rock", 1964)
- John Goldfarb, Please Come Home! (1965) – Pinkerton
- The Defenders (televisieserie) – J.P. Loring (afl. "The Sworn Twelve", 1965)
- Annie Get Your Gun (televisiefilm, 1967) – Charles Davenport
- The Gang That Couldn't Shoot Straight (1971) – Kid Sally Palumbo
- A Fan's Notes (1972) – Fred
- Love, American Style (televisieserie) – rol onbekend (afl. "Love and the Hoodwinked Honey", 1973)
- Diana (televisieserie) – Donald Kirby (afl. "Never, Never, Ever Again...Maybe", 1973)
- Medical Center (televisieserie) – Josh (afl. "The Captives", 1975)
- Fore Play (1975) – Jerry Lorsey
- Kojak (televisieserie) – rol onbekend (afl. "A Question of Answers", 1975)
- The Sentinel (1977) – Michael Dayton
- Alex and the Doberman Gang (televisiefilm, 1979) – Rogers
- Buck Rogers in the 25th Century (televisieserie) – Lars Mangros (afl. "Space Rockers", 1980)
- Trapper John, M.D. (televisieserie) – Dr. Beeker (afl. "Hot Line", 1980)
- One Life to Live (televisieserie) – Irwin Keyser (Afl. onbekend, 1980-1981)
- Underground Aces (1981) – Herbert Penlittle
- Prince of the City (1981) – Gus Levy
- The Special Magic of Herself the Elf (televisiefilm, 1983) – King Thorn (stem)
- An Invasion of Privacy (televisiefilm, 1983) – Sam Bianchi
- Ryan's Hope (televisieserie) – Mr. Brahm (episode 17 maart 1983)
- The Streets (televisiefilm, 1984) – Sgt. Max Grozzo
- Brewster's Millions (1985) – Charley Pegler
- Our Family Honor (televisieserie) – Brian Merrick (afl. "Everybody Is a Star", 1985; afl. "In the Line of Duty", 1985)
- The Imagemaker (1986) – Byron Caine
- F/X (1986) – Nicholas DeFranco
- Dream West (mini-serie, 1986) – Capt. John Sutter
- Out on a Limb (televisiefilm, 1987) – Mort Viner
- Tales from the Darkside (televisieserie) – Robert (afl. "Everybody Needs a Little Love", 1987)
- Love Among Thieves (televisiefilm, 1987) – Spicer
- I Love N.Y. (1987) – Leo
- The Hitchhiker (televisieserie) – Cameron (afl. "Cabin Fever", 1987)
- Dirty Dancing (1987) – Dr. Jake Houseman
- Someone to Watch Over Me (1987) – Lt. Garber
- The Law and Harry McGraw (televisieserie) – Harry McGraw (1987-1988)
- Simon & Simon (televisieserie) – Harrison/Malcolm Shanley III (afl. "Ain't Gonna Get It from Me, Jack", 1988)
- Perry Mason: The Case of the Musical Murder (televisiefilm, 1989) – Blaine Counter
- The Adventures of the Galaxy Rangers (televisieserie) – Zachary Foxx (stem, 1986-1989)
- The Flamingo Kid (televisiefilm, 1989) – Phil Brody
- Last Exit to Brooklyn (1989) – Boyce
- Crimes and Misdemeanors (1989) – Jack Rosenthal
- Kojak: None So Blind (televisiefilm, 1990) – Tony Salducci
- Hunter (televisieserie) – Sal Scarlatti (afl. "Son and Heir", 1990)
- The Golden Girls (televisieserie) – Glen O'Brien #2 (afl. "Cheaters", 1990)
- A Gnome Named Gnorm (1990) – Stan Walton
- In Defense of a Married Man (televisiefilm, 1990) – Alan Michelson
- Who's the Boss? (televisieserie) – Nick (afl. "Starlight Memories", 1990)
- Dead Women in Lingerie (1991) – Bartoli
- California Casanova (1991) – Rominoffski
- Perry Mason: The Case of the Ruthless Reporter (televisiefilm, 1991) – Vic. St. John
- Out for Justice (1991) – Capt. Ronnie Donziger, Homicide Division NYPD
- Toy Soldiers (1991) – Albert Trotta (niet op aftiteling)
- Murder, She Wrote (televisieserie) – Harry McGraw (6 afl., 1985, 1986, 1987, 1989, 2 keer 1991)
- Delusion (1991) – Larry
- Delirious (1991) – Lou Sherwood
- Law & Order (televisieserie) – detective Lennie Briscoe (274 afl., 1991-2004), Frank Lehrman (afl. "The Wages of Love", 1991)
- Beauty and the Beast (1991) – Lumiere (stem)
- Broadway Bound (televisiefilm, 1992) – Jack Jerome
- Quiet Killer (televisiefilm, 1992) – Dr. Vincent Califano
- Straight Talk (1992) – Milo Jacoby
- Universal Soldier (1992) – Dr. Christopher Gregor
- Mr. Saturday Night (1992) – Phil Gussman
- Empty Nest (televisieserie) – Arthur (afl. "The Mismatchmaker", 1992; afl. "...Or Forever Hold Your Peace", 1992)
- Mastergate (televisiefilm, 1992) – Clifton Byers
- The Cemetery Club (1993) – rol onbekend (niet op aftiteling)
- Aladdin and the King of Thieves (animatiefilm, 1995) – Sa'luk (stem)
- Frasier (televisieserie) – Mitch (afl. "High Crane Drifter", 1996)
- Beauty and the Beast: The Enchanted Christmas (animatiefilm, 1997) – Lumiere (stem)
- Belle's Magical World (animatiefilm, 1998) – Lumiere (stem)
- Exiled (televisiefilm, 1998) – detective Lennie Briscoe
- Temps (1999) – aankondiger
- Homicide: Life on the Street (televisieserie) – detective Leonard 'Lennie' Briscoe (afl. "For God and Country", 1996; afl. "Baby, It's You: Part 2", 1997; afl. "Sideshow: Part 2", 1999)
- Law & Order: Special Victims Unit (televisieserie) – detective Lennie Briscoe (afl. "Or Just Look Like One", 1999; afl. "Hysteria", 1999; afl. "Entitled", 2000)
- Chinese Coffee (2000) – Jake Manheim
- Prince of Central Park (2000) – Zakenman
- Law & Order: Criminal Intent (televisieserie) – senior detective Lennie Briscoe (afl. "Poison", 2001)
- House of Mouse (animatieserie) – Lumiere (4 afl., 3 keer 2001, 2002, stem)
- Manna from Heaven (2002) – Waltz Contest Announcer
- Law & Order: Dead on the Money (videogame, 2002) – senior homicide detective Lennie Briscoe (stem)
- Law & Order II: Double or Nothing (videogame, 2003) – senior homicide detective Lennie Briscoe (stem)
- Mickey's PhilharMagic (2003) – Lumiere (niet op aftiteling, stem)
- Law & Order: Justice Is Served (videogame, 2004) – senior homicide detective Lennie Briscoe (stem)
- Law & Order: Trial by Jury (televisieserie) – detective Lennie Briscoe (afl. "The Abominable Showman", 2005; afl. "41 Shots", 2005)
- America's Top Sleuths (miniserie, 2006) – detective Lennie Briscoe

- Bibsys: 3084596
- Biblioteca Nacional de España: XX4617452
- Bibliothèque nationale de France: cb13938624b (data)
- Gemeinsame Normdatei: 134477332
- International Standard Name Identifier: 0000 0001 1556 4288
- Library of Congress Control Number: n81098958
- MusicBrainz: c9f3fa43-fd15-4517-92e0-38f51eac447b
- Nationale Bibliotheek van Tsjechië: xx0179241
- Nationale Bibliotheek van Israël: 987007345609305171
- Nationale Bibliotheek van Polen: a0000001708872
- Nederlandse Thesaurus van Auteursnamen: 073696021
- SNAC: w66n65b2
- Système universitaire de documentation: 125203829
- Virtual International Authority File: 22332023
- WorldCat: E39PBJghvQKfH9BbvgjRJGVpyd